# De Witte & Co bv
De Witte & Co bv, handelsnaam De Witte Communicatie, is een Belgisch communicatiebureau met hoofdzetel in Zonhoven (provincie Limburg). Het bedrijf werd opgericht in 1993 door Bart De Witte en is gespecialiseerd in websitebouw, contentmarketing en digitale communicatie voor bedrijven in onder meer de bouw- en industriesector.

## Geschiedenis
Het bedrijf is opgericht op 13 juli 1993 door Bart De Witte.
In 1999 startte De Witte & Co het online bouwplatform Livios.be, dat uitgroeide tot een van de meest geraadpleegde Belgische bouwsites. In 2017 werd Livios.be, samen met de gids Verstandig Bouwen, verkocht aan Persgroep Publishing (nu DPG Media).